# Gimnastică la Jocurile Olimpice de vară din 2024 - Cal cu mânere
Proba masculină de gimnastică cal cu mânere de la Jocurile Olimpice de vară din 2024 a avut loc în perioada 27 iulie-3 august 2024 la Palatul Sporturilor din Paris-Bercy din Paris, Franța.

## Program
Orele sunt ora Franței (UTC+1)
| Data                   | Oră   | Etapă      |
| ---------------------- | ----- | ---------- |
| Sâmbătă, 27 iulie 2024 | 11:00 | Calificări |
| Sâmbătă, 3 august 2024 | 15:30 | Finala     |

## Rezultate

### Calificări
Rezultate calificări.
| Loc | Gimnast                  | Dificultate | Execuție | Penalizare | Total  | Rezultat  |
| --- | ------------------------ | ----------- | -------- | ---------- | ------ | --------- |
| 1   | Rhys McClenaghan (IRL)   | 6,3         | 8,900    |            | 15,200 | C         |
| 2   | Stephen Nedoroscik (USA) | 6,4         | 8,800    |            | 15,200 | C         |
| 3   | Max Whitlock (GBR)       | 6,6         | 8,566    |            | 15,166 | C         |
| 4   | Takaaki Sugino (JPN)     | 6,5         | 8,533    |            | 15,033 | C         |
| 5   | Oleg Verniaiev (UKR)     | 6,6         | 8,433    |            | 15,033 | C         |
| 6   | Nariman Kurbanov (KAZ)   | 6,4         | 8,600    |            | 15,000 | C         |
| 7   | Hur Woong (KOR)          | 6,7         | 8,200    |            | 14,900 | C         |
| 8   | Loran de Munck (NED)     | 6,4         | 8,366    |            | 14,766 | C         |
| 9   | Zou Jingyuan (CHN)       | 5,9         | 8,700    |            | 14,600 | Rezerva 1 |
| 10  | Nils Dunkel (GER)        | 6,4         | 8,166    |            | 14,566 | Rezerva 2 |
| 11  | Shinnosuke Oka (JPN)     | 5,9         | 8,566    |            | 14,466 | Rezerva 3 |

Rezerve
Rezervele pentru finala la sol:
1. Zou Jingyuan (CHN)
2. Nils Dunkel (GER)
3. Shinnosuke Oka (JPN)

### Finala
Rezultate finală.
| Loc | Gimnast                  | Dificultate | Execuție | Penalizare | Total  |
| --- | ------------------------ | ----------- | -------- | ---------- | ------ |
| 1   | Rhys McClenaghan (IRL)   | 6,600       | 8,933    |            | 15,533 |
| 2   | Nariman Kurbanov (KAZ)   | 6,700       | 8,733    |            | 15,433 |
| 3   | Stephen Nedoroscik (USA) | 6,400       | 8,900    |            | 15,300 |
| 4   | Max Whitlock (GBR)       | 6,900       | 8,300    |            | 15,200 |
| 5   | Oleg Verniaiev (UKR)     | 6,600       | 8,366    |            | 14,966 |
| 6   | Takaaki Sugino (JPN)     | 6,700       | 8,233    |            | 14,933 |
| 7   | Hur Woong (KOR)          | 6,700       | 7,600    |            | 14,300 |
| 8   | Loran de Munck (NED)     | 6,500       | 7,233    |            | 13,733 |